# حركة هي فور شي
حركة «هي فور شي» رسميا هي حركة الأمم المتحدة للتضامن العالمي وهي حركة من أجل النهوض بالمساواة بين الجنسين من خلال الجمع بين جوانب كل من الرموز الأنثوية والذكرية. وتركز على دعوة الأشخاص في كل مكان إلى دعم فكرة المساواة بين الجنسين اجتماعيًا واقتصاديًا وسياسيًا من خلال حشد وجهد عالمي يسعى إلى إشراك الرجال والفتيان في تحقيق المساواة من خلال اتخاذ إجراءات ضد القوالب النمطية والسلوكيات الجنسانية السلبية. كما ان الحركة تدعو متطوعيها إلى العمل ليس من أجل قضية النساء، بل هي قضية حقوق الإنسان بشكل عام وبالتالي، تشكل حملة «هي فور شي» دعوة للرجال والأشخاص من كافة الأنواع الاجتماعية للوقوف متضامنين مع المرأة بهدف إنشاء قوة جريئة وبارزة ومتحدة تدعم المساواة بين الجنسين. حيث ان الرجال المنتسبون للحركة ليسوا مكتوفي الأيدي، بل يعملون مع النساء ومع بعضهم البعض لإنشاء الأعمال التجارية وتربية الأسر وتقديم الأفضل لمجتمعاتهم المحلية.
انطلقت «حركة هي فور شي» في الأمم المتحدة، في 20 سبتمبر 2014، من قبل الأمين العام للأمم المتحدة بان كي مون وسفيرة النوايا الحسنة العالمية لهيئة الأمم المتحدة للمرأة إيما واتسون، التزم الملايين من الرجال من جميع أنحاء العالم بما في ذلك رؤساء الدول والرؤساء التنفيذيين وكبار الشخصيات العالمية للمساواة بين الجنسين. على موقع HeForShe الإلكتروني، حيث توجد خريطة تحديد الموقع الجغرافي في العالم والتي توضح المشاركة العالمية للحركة من خلال إحصاء عدد الرجال والنساء حول العالم الذين تعهدوا بمبادرة HeForShe، ووصل عدد المسجلين إلى أكثر من 2.1 مليون شخص من المتطوعين والملتزمين بمبادئ الحركة عبر الإنترنت في جميع أنحاء العالم.
عند إطلاق الحركة في سبتمبر 2014، ألقت سفيرة النوايا الحسنة العالمية إيما واتسون كلمة في مقر الأمم المتحدة في مدينة نيويورك، ركزت بشكل أساسي على الدافع الشخصي والمهني لتأسيس حركة هي فور شي، وانتشر الخطاب بشكل كبير وحصل حاليًا على 3.8 مليون مشاهدة على موقع يوتيوب.
تشير حركة هي فور شي إلى الدراسات التي تظهر أن 257 عامًا أخرى ستكون ضرورية لسد الفجوة بين الجنسين وأن 95% من الرؤساء التنفيذيين ورؤساء الدول في العالم هم من الرجال لتوضيح الحاجة إلى تحالف الذكور. حيث ان التزام الرجال بالسلطة والامتياز يمكن أن يغير قواعد اللعبة من أجل المساواة بين الجنسين، ويأملون أن توفر القصص البشرية بالإضافة إلى الحلول القابلة للتطوير والمثبتة خارطة طريق للتقدم وتساعد على تشكيل حركة الرجال القوية من أجل النوع الاجتماعي. المساواة.

## تاريخ الحركة

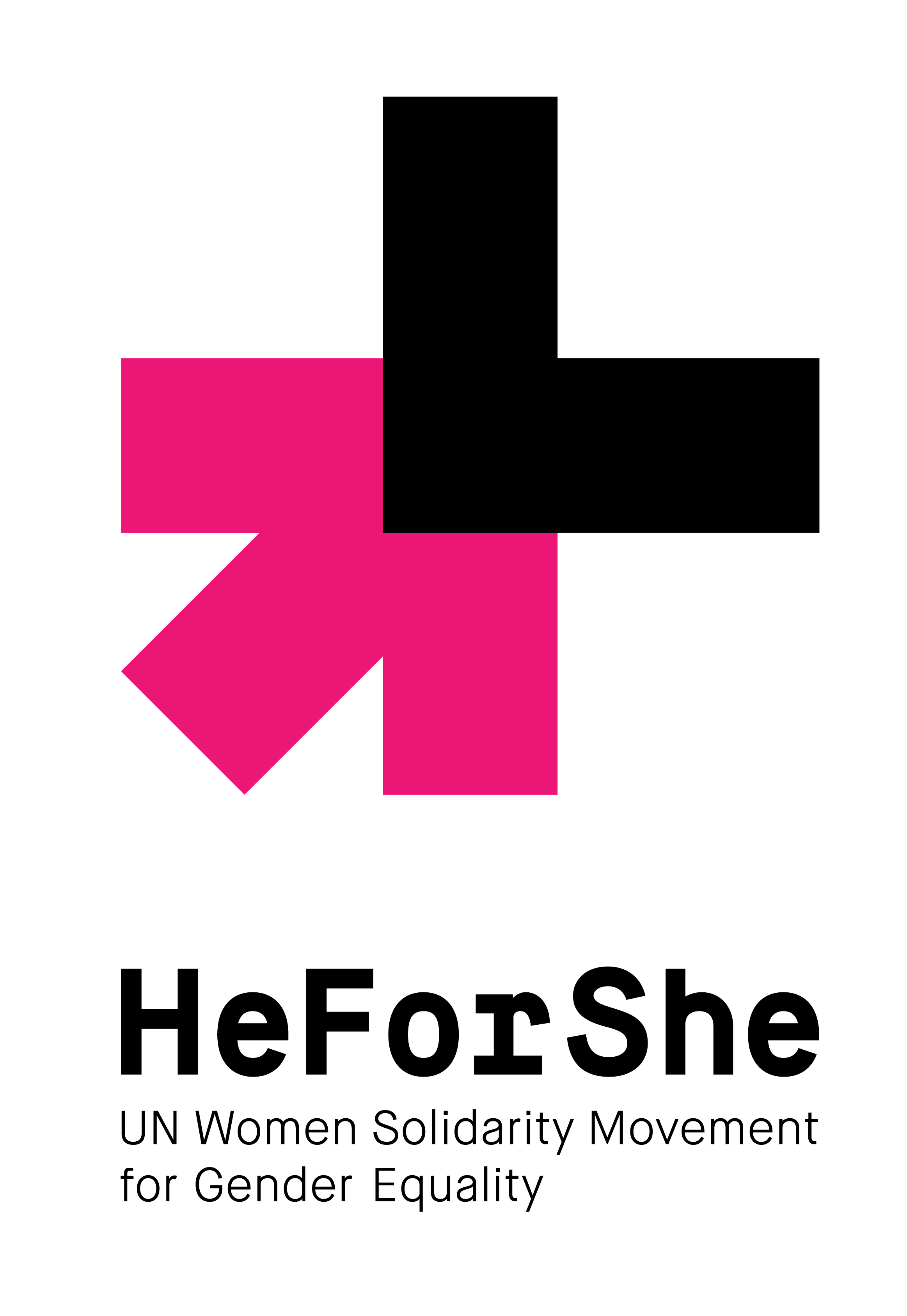

تم عقد حدث خاص لبدء حركة هي فور شي في 20 سبتمبر 2014 في مقر الأمم المتحدة في مدينة نيويورك. وقد استضافته سفيرة النوايا الحسنة لهيئة الأمم المتحدة للمرأة إيما واتسون، والتي تم تداول خطابها حول دعوتها لإشراك الرجال والفتيان في تعزيز المساواة بين الجنسين على نطاق واسع عبر وسائل التواصل الاجتماعي. حصل فيديو الإطلاق على أكثر من 11 مليون مشاهدة عبر الإنترنت وكان هناك 1.1 مليون تغريدة #HeForShe من قبل أكثر من 750.000 مستخدم مختلف في غضون أسبوعين. تم تسمية الإطلاق بواسطة Twitter باعتباره لحظة تحفيزية لعام 2014 ورسم علامة التصنيف على جداره في مقره الرئيسي.في ذلك الحدث، وجهت هيئة الأمم المتحدة للمرأة دعوة لحشد أول 100 ألف رجل في الحركة، وهو هدف تم الوصول إليه بنجاح في غضون ثلاثة أيام فقط. ومن بين بعض الرجال البارزين الذين ظهروا على الموقع، رئيس الولايات المتحدة السابق باراك أوباما، والممثل مات ديمون، والمغني هاري ستايلز، والأمين العام للأمم المتحدة أنطونيو غوتيريش. اعتبارًا من يوليو 2020، التزم أكثر من 220.000 شخص بالإنترنت في الهند، و200000 في رواندا، و170000 في جمهورية الكونغو الديمقراطية، و150000 في الولايات المتحدة، و130000 في المكسيك. تم إطلاق حركة هي فور شي من قبل المديرة التنفيذية لهيئة الأمم المتحدة للمرأة، فومزيل ملامبو - نغوكا، وقادتها كبيرة مستشاريها السابقة إليزابيث نياميارو حتى عام 2019. ومنذ ذلك الحين، ترأس حركة هي فور شي إدوارد واجني، المدير السابق لمنظمة Save The Children International في كينيا.

## المبادرات

### القادة العالميين كنماذج يحتذى بها
في 23 يناير 2015، أطلقت هيئة الأمم المتحدة للمرأة مبادرة IMPACT 10x10x10 لاكتساب المزيد من الزخم في تعزيز المساواة بين الجنسين وتمكين المرأة في المنتدى الاقتصادي العالمي لعام 2015 في دافوس. تعد مبادرة HeForShe Champions نظامًا بيئيًا فريدًا يشارك فيه 10 من قادة العالم و10 رؤساء تنفيذيين عالميين و10 رؤساء جامعات لمعالجة بعض القضايا الجنسانية الأكثر إلحاحًا اليوم. قدم كل بطل ثلاثة التزامات محددة وقابلة للقياس وتحويلية نحو تحقيق المساواة بين الجنسين.
يوفر الالتزام الراسخ لأبطال هي فور شي القيادة اللازمة للوصول إلى هدف المساواة بين الجنسين في المجتمع. ومن بين القادة العالميين الذين عملوا كأبطال مؤسسين إرنست كوروما رئيس سيراليون، ورئيس وزراء السويد ستيفان لوفين، وبول بولمان الرئيس التنفيذي السابق لشركة Unilever، ريك جوينجز رئيس مجلس الإدارة والرئيس التنفيذي السابق لشركة Tupperware Brands Corporation.
في عام 2016، تم إطلاق مبادرة الأبطال المواضيعيين لإشراك المزيد من القادة العالميين، الذين يجعلون المساواة بين الجنسين أولوية مؤسسية من خلال تنفيذ التزامات جريئة لتغيير قواعد اللعبة للنهوض بالمساواة بين الجنسين وتحقيقها. اعتبارًا من يوليو 2020، ضم الأبطال المواضيعيون جاستن ترودو، رئيس الوزراء الكندي ؛ جان لوران بونافيه، الرئيس التنفيذي لبنك بي إن بي باريبا ؛ بروس كليفر، الرئيس التنفيذي لمجموعة De Beers.كجزء من هذه المبادرات، تعقد HeForShe قمة سنوية منذ عام 2015، حيث يقدم أبطال هي فور شي العالميون من كلتا المبادرات والأشخاص البارزين حلولهم للمساواة بين الجنسين إلى العالم. في حين وجد تقرير تأثير هي فور شي لعام 2019 أنه لا تزال هناك فجوة في الأجور بين الرجال والنساء، فإن الأعمال التجارية والجامعات والكيانات الأخرى التي تشارك في المبادرة قد ساهمت في تحول ديناميكي في التكافؤ بين الجنسين من حيث التمثيل في المناصب القيادية العليا.